# 杨昕 (足球运动员)
杨昕（1985年7月3日—），是中国足球运动员，曾经代表上海参加第十届全运会，2006年进入过上海申花一线队阵容。2007年由于俱乐部与上海联城合并，杨昕被挂牌，基本告别了职业足球。